# Chris Barrie
Chris Barrie (Hannover, Alemania; 28 de marzo de 1960) es un actor y doblador británico que también ha presentado programas de televisión. 

## Biografía
Nacido en Alemania Occidental, se trasladó con su familia a Irlanda del Norte donde fue educado en una escuela metodista. Inició estudios empresariales pero los dejó para dedicarse al mundo del espectáculo.
En 1987 se casó con Monica Barrie de la que se divorció en 1990. Volvió a casarse en 1997 con Alecks Barrie.

### Carrera profesional
Inició su carrera como imitador de voces de deportistas en el programa 'The David Essex Showcase'. Se hizo famoso por interpretar a Arnold Rimmer en la serie británica Enano Rojo, y por protagonizar la comedia 'The Brittas Empire', ambas producidas por la BBC. Ha tenido pequeños papeles en diversas series y comedias, y también ha sido narrador en algunos documentales.